# Catalina de Nassau-Dillenburg
Catalina de Nassau-Dillenburg (29 de diciembre de 1543 en el Castillo de Dillenburg - 25 de diciembre de 1624 en Arnstadt) era una hija del conde Guillermo I de Nassau-Dillenburg y de su segunda esposa, Juliana de Stolberg. Era una hermana de Guillermo el Taciturno.

## Biografía
Catalina fue criada en Dillenburg. En 1560, contrajo matrimonio con el Conde Gunter XLI de Schwarzburgo-Arnstadt y se trasladó con su marido a Arnstadt. El matrimonio no tuvo hijos, pero se reportó que tenía una buena relación con su marido. También estaban en buenos términos con su hermano Guillermo. En 1574, viajaron a Breda para mediar entre él y el gobierno Habsburgo. Este intento fue fallido.
Catalina y su marido vivieron con Guillermo en Amberes, donde ella continuó viviendo después de la muerte de Gunter. Estuvo presente en Delft cuando su hermano fue asesinado por Balthasar Gérard. Entonces tomó a Catalina Bélgica, hija de Guillermo y de Carlota de Borbón, con ella a Arnstadt.
En 1593, intentó resolver una disputa entre María de Nassau y el Príncipe Mauricio de Orange sobre el legado de su padre Guillermo. No tuvo éxito, pero sí tuvo éxito en mediar entre Luisa de Coligny y el Conde Juan VI de Nassau-Dillenburg, que no estaba de acuerdo sobre el futuro de los matrimonios de las seis hijas de Guillermo con Carlota de Borbón.
Como viuda, Catalina coleccionaba libros y los donaba en obras de caridad. Murió en Arnstadt en 1624.